# 董秀彬
董秀彬（？—），男，中华人民共和国政治人物，曾任中国国防邮电工会主席，中华全国总工会主席团委员，第十二届全国政协委员。

## 生平
2008年10月17日，中国工会十五大在北京开幕，大会选举他出任主席团委员。